# West Yorkshire Association Football League
West Yorkshire Association Football League là một giải bóng đá tổ chức ở Yorkshire, Anh. Trước đây nó có tên gọi là Leeds League cho đến năm 1939. Mặc dù giải có tên là West Yorkshire League, các câu lạc bộ đến từ Harrogate và các vùng York của North Yorkshire vẫn tham gia thi đấu.
Hiện tại giải có 3 hạng đấu cho đội chính và 2 hạng đấu cho dự bị. Là một phần chính thức của National League System, Premier Division nằm ở Bậc 7 (hoặc Cấp độ 11) giải thuộc hệ thống. Các đội đã lên chơi ở Northern Counties East Football League và Knaresborough Town lên hạng năm 2012 được chấp nhận Northern Counties East League.
Các đội khác từng thi đấu ở West Yorkshire League nhưng đang thi đấu ở các cấp độ cao hơn, gồm Harrogate Town, Harrogate Railway Athletic, Ossett Town, Thackley và Garforth Town.

## Đội vô địch
Đây là danh sách không đầy đủ các đội vô địch West Yorkshire League hạng đấu cao nhất.
|  | - 1980–81 Carlton Athletic - 1981–82 Carlton Athletic - 1982–83 East End Park WMC - 1983–84 Otley Town - 1984–85 Farnley WMC - 1985–86 Farnley WMC - 1986–87 Halifax - 1987–88 Ferrybridge Amateurs - 1988–89 Farnley - 1989–90 Holbeck WMC - 1990–91 Beeston St Anthonys - 1991–92 Carlton Athletic - 1992–93 Beeston St Anthonys - 1993–94 Beeston St Anthonys - 1994–95 East End Park WMC - 1995–96 Carlton Athletic - 1996–97 Carlton Athletic - 1997–98 Wakefield |  | - 1998–99 Nestle Rowntrees - 1999–2000 Nestle Rowntrees - 2000–01 Carlton Athletic - 2001–02 Horsforth St. Margaret's - 2002–03 Carlton Athletic - 2003–04 Aberford Albion - 2004–05 Nostell Miners Welfare - 2005–06 Leeds Met Carnegie - 2006–07 Bardsey - 2007–08 Carlton Athletic - 2008–09 Knaresborough Town - 2009–10 Bardsey - 2010–11 Bardsey - 2011–12 Beeston St. Anthony - 2012–13 Bardsey - 2013–14 Bardsey - 2014–15 Field |  |  |

## Các câu lạc bộ mùa giải 2014–15

### Premier Division
- Beeston St. Anthony
- Brighouse Old Boys
- Carlton Athletic
- Field
- Horbury Town
- Hunslet Club
- Knaresborough Town Dự bị
- Leeds City
- Otley Town
- Oxenhope Recreation
- Pool
- Robin Hood Athletic
- Shelley
- Wetherby Athletic
- Wyke Wanderers

### Division One
- Aberford Albion
- Baildon Trinity Athletic
- Boroughbridge
- East End Park Working Mens Club
- Featherstone Colliery
- Hartshead
- Headingley
- Ilkley Town
- Kippax
- Leeds Modernians
- Old Centralians
- Ripon City
- Sherburn White Rose
- Stanley United
- Thornhill
- Whitkirk Wanderers

### Division Two
- Altofts
- Barwick
- Garforth Rangers
- Great Preston
- Hall Green United
- Howden Clough
- Huddersfield Amateur
- Kellingley Welfare
- Middleton Park
- Mount St. Mary's
- Normanton Woodhouse Hill
- Ossett Albion Dự bị
- Ossett Common Rovers
- Swillington Saints Welfare